# Рівномірно-темперований стрій
Темперо́ваний стрій (від лат. temeratio — правильне співвідношення, розмірність), (рівномірно темперований стрій) — музичний стрій, при якому кожна октава ділиться на певну кількість однакових ступенів. В європейській практиці октава поділяється на дванадцять рівних ступенів, що віддалені один від одного на відстань хроматичного півтону ({\displaystyle 1:{\sqrt[{12}]{2}}}). Такий стрій є основним в європейській музиці з XIX століття. Також у східній музиці зустрічається 24-ступенева рівномірна темперація, але вона застосовується рідше.

## Історія
12-ступеневий рівномірно темперований стрій виник в процесі пошуків музичними теоретиками ідеального строю. Історично попередній натуральний стрій мав низку вад, які зникли з уведенням рівномірної темперації, зокрема кома та Вовча квінта.
У нового строю було багато противників. Новий стрій порушував сувору пропорцію інтервалів і, як наслідок, в акордах почали з'являтися невеликі биття. На думку багатьох теоретиків, це було замахом на чистоту музики. Андреас Веркмейстер стверджував, що в новому строї всі тональності ставали одноманітними та симетричними, в той час як в старих строях завдяки нерівномірності темперації кожна тональність мала своє неповторне звучання.
Як один з аргументів дискусії цікавий «Добре темперований клавір» Й. С. Баха — збірник прелюдій та фуг у всіх можливих тональностях.
З часом рівномірна темперація завоювала визнання і стала фактичним стандартом.

## Розрахування частот звуків
Можна математично вирахувати частоти для всього звукоряду, користуючись формулою:
{\displaystyle f(i)=f_{0}\cdot 2^{i/12}},
Де f0 — частота камертону (наприклад Ля 440 Hz), а i — кількість півтонів в інтервалі від шуканого звуку до еталону f0. Послідовність так обчислених частот створює геометричну прогресію.
Наприклад можна обчислити звук на цілий тон (два півтони) нижче від камертону Ля:
{\displaystyle i=-2}
{\displaystyle f(-2)=440\,\mathrm {Hz} \cdot 2^{-2/12}\approx 391{,}995\,\mathrm {Hz} }
Отримаємо соль. Якщо нам треба обчислити ноту соль, але на октаву вище (12 півтонів)
{\displaystyle i=12-2=10}
{\displaystyle f(10)=440\,\mathrm {Hz} \cdot 2^{10/12}\approx 783{,}991\,\mathrm {Hz} }
Частоти двох отриманих нот Соль відрізняються удвічі, що дає чисту октаву. Переваги рівномірної темперації також у тому, що можна довільно транспонувати п'єсу на будь-який інтервал угору чи вниз, при цьому різниця для людей без абсолютного слуху буде непомітною.
Поділ октави саме на дванадцять рівних частин має математичне обґрунтування. Як відомо, натуральний стрій використовує інтервали, які є досконалими консонансами, що їх побудовано на основі обертонів. Важливо, щоб і при рівномірній темперації ці інтервали відтворювались якомога точніше. Так, найважливіший з них — чиста квінта — відповідає відношенню частот 3:2. Якщо октаву розділено на n півтонів і квінта дорівнює k півтонам, то
{\displaystyle k/n=\log _{2}3/2}.
У правій частині виразу — ірраціональне число, яке може бути виражено відношенням цілих чисел лише наближено. Використовуючи послідовні наближення ірраціональних чисел дробами, можна записати такі його значення: 1:1, 1:2, 3:5, 7:12, 24:41, 31:53 і т. д. Перші наближення неприйнятно грубі (у звукоряді залишається одна-єдина нота, або дві), останні навряд чи доцільно реалізовувати технічно (наприклад, 41 ладовий поріжок на половині довжини струни). Практично застосовують поділ октави або на п'ять (рівномірно темперована пентатоніка), або на дванадцять частин. Останній поділ дає задовільні наближення не лише для квінти й кварти, а й для інших інтервалів натурального строю.
Були спроби створення рівномірно-темперованого строю шляхом поділу на рівні частини не октави (інтервалу між тоном і його другою гармонікою), а дуодецими (інтервалу третьої гармоніки). Поділ дуодецими на тринадцять частин дає хороші наближення для інтервалів, що відповідають п'ятій, сьомій, дев'ятій гармонікам, які у класичному рівномірно-темперованому строї звучать фальшиво .

## Порівняння знатуральним строєм
Рівномірно темперований стрій дуже легко можна відобразити у вигляді виміру інтервалів у центах:
| Тон  | C1 | C#  | D   | Eb  | E   | F   | F#  | G   | G#  | A   | B    | H    | C2   |
| Цент | 0  | 100 | 200 | 300 | 400 | 500 | 600 | 700 | 800 | 900 | 1000 | 1100 | 1200 |

Наступна таблиця демонструє різницю інтервалів рівномірно-темперованого строю з натуральним:
| Інтервал       | Значення в рівномірно-темперованому строї                 | Десяткове | Значення в натуральному строї | Різниця в центах |
| -------------- | --------------------------------------------------------- | --------- | ----------------------------- | ---------------- |
| Прима          | 1                                                         | 1,000000  | 1 = 1,000000                  | 0,00             |
| Мала секунда   | {\displaystyle {\sqrt[{12}]{2^{1}}}={\sqrt[{12}]{2}}}     | 1,059463  | 16/15 = 1,066667              | −11,73           |
| Велика секунда | {\displaystyle {\sqrt[{12}]{2^{2}}}={\sqrt[{6}]{2}}}      | 1,122462  | 9/8 = 1,125000                | −3,91            |
| Мала терція    | {\displaystyle {\sqrt[{12}]{2^{3}}}={\sqrt[{4}]{2}}}      | 1,189207  | 6/5 = 1,200000                | −15,64           |
| Велика терція  | {\displaystyle {\sqrt[{12}]{2^{4}}}={\sqrt[{3}]{2}}}      | 1,259921  | 5/4 = 1,250000                | +13,69           |
| Кварта         | {\displaystyle {\sqrt[{12}]{2^{5}}}={\sqrt[{12}]{32}}}    | 1,334840  | 4/3 = 1,333333                | +1,96            |
| Тритон         | {\displaystyle {\sqrt[{12}]{2^{6}}}={\sqrt {2}}}          | 1,414214  | 7/5 = 1,400000                | +9,78            |
| Квінта         | {\displaystyle {\sqrt[{12}]{2^{7}}}={\sqrt[{12}]{128}}}   | 1,498307  | 3/2 = 1,500000                | −1,96            |
| Мала секста    | {\displaystyle {\sqrt[{12}]{2^{8}}}={\sqrt[{3}]{4}}}      | 1,587401  | 8/5 = 1,600000                | −13,69           |
| Велика секста  | {\displaystyle {\sqrt[{12}]{2^{9}}}={\sqrt[{4}]{8}}}      | 1,681793  | 5/3 = 1,666667                | +15,64           |
| Мала септима   | {\displaystyle {\sqrt[{12}]{2^{10}}}={\sqrt[{6}]{32}}}    | 1,781797  | 16/9 = 1,777778               | +3,91            |
| Велика септима | {\displaystyle {\sqrt[{12}]{2^{11}}}={\sqrt[{12}]{2048}}} | 1,887749  | 15/8 = 1,875000               | +11,73           |
| Октава         | {\displaystyle {\sqrt[{12}]{2^{12}}}={2}}                 | 2,000000  | 2/1 = 2,000000                | 0                |
|                |                                                           |           |                               |                  |